# 누가 그녀와 잤을까?
"누가 그녀와 잤을까"는 2006년에 개봉한 대한민국의 영화이다.

## 캐스팅
- 김사랑 : 엄지영 역
- 박준규 : 배재성 역 (아역 : 박종혁)
- 이혁재 : 시라소니 역
- 하동훈 : 안명섭 역
- 하석진 : 김태요 역
- 박철민 : 안도민 역
- 유채영 : 조지나 역
- 백일섭 : 신부 역
- 윤복인 : 황대희 역
- 이주실 : 원장수녀 역
- 임영식 : 승냥이 1 역
- 김종엽 : 승냥이 2 역
- 고규필 : 승냥이 3 역
- 한재영 : 남선생 1 역
- 이우진 : 멍청이 정대 역
- 김해곤 : 지퍼 교수 역
- 정재성 : 행정부장 역
- 신현준 : 재성 부 역 (특별출연)
- 김원희 : 재성 모 역 (특별출연)
- 신이 : 비뇨기과의사 역 (특별출연)
- 노홍철 : DJ 역 (특별출연)
- 임형준 : 섹스샵 사장 역 (특별출연)
- 윤기원 : 섹스샵 손님 역 (특별출연)
- 안선영 : 여교수 역 (특별출연)
- 김해곤 : 재성 매니저 역 (특별출연)